# 敏感
| ウィキペディアには「敏感」という見出しの百科事典記事はありません（タイトルに「敏感」を含むページの一覧/「敏感」で始まるページの一覧）。 代わりにウィクショナリーのページ「敏感」が役に立つかもしれません。 |